# Diskografija sastava Green Day
Kompletna diskografija američkog punk rock sastava Green Day.

## Albumi

### Studijski
| 39/Smooth |
| --- |
| - Izašlo: travanj 1990. - Producent: Andy Ernst i Green Day - Izdavač: Lookout! Records - Popis skladbi: “At the Library”, “Don't Leave Me”, “I Was There”, “Disappearing Boy”, “Green Day”, “Going to Pasalacqua”, “16”, “Road to Acceptance”, “Rest”, “The Judge's Daughter” - RAII Certifikat: Zlatni - Prodaja u svijetu: 2.1 milijun |
| Kerplunk! |
| - Izašlo: 17. siječnja 1992. - Producent: Andy Ernst i Green Day - Izdavač: Lookout! Records - Popis skladbi: “2000 Light Years Away”, “One for the Razorbacks”, “Welcome to Paradise”, “Christie Road”, “Private Ale”, “Dominated Love Slave”, “One of My Lies”, “80”, “Android”, “No One Knows”, “Who Wrote Holden Caulfield?”, “Words I Might Have Ate”, “Sweet Children”, “Best Thing in Town”, “Strangeland”, “My Generation” (originalno od The Who) - RAII Certifikat: Platinasti (1,000,000) - Prodaja u svijetu: 1.8 milijun |
| Dookie |
| - Izašlo: 1. veljače 1994. - Producent: Rob Cavallo i Green Day - Izdavač: Reprise Records - Popis skladbi: “Burnout”, “Having a Blast”, “Chump”, “Longview”, “Welcome to Paradise”, “Pulling Teeth”, “Basket Case”, “She”, “Sassafras Roots”, “When I Come Around”, “Coming Clean”, “Emenius Sleepus”, “In the End”, “F.O.D.” - RAII Certifikat: 1x Diamantski (10x Platinasti) (10,000,000) - CRIA Certifikat: 1x Diamantski (10x Platinasti) (1,000,000) - ARIA Certifikat: 4x Platinasti (280,000) BPI Certifikat 2x Platinasti - Prodaja u svijetu: 20.2 milijun |
| Insomniac |
| - Izašlo: 10. listopada 1995. - Producent: Rob Cavallo i Green Day - Izdavač: Reprise Records - Popis skladbi: “Armatage Shanks”, “Brat”, “Stuck With Me”, “Geek Stink Breath”, “No Pride”, “Bab's Uvula Who?”, “86”, “Panic Song”, “Stuart and the Ave.”, “Brain Stew”, “Jaded”, “Westbound Sign”, “Tight Wad Hill”, “Walking Contradiction” - RAII Certifikat: 2x Platinasti (2,000,000) - CRIA Certifikat: 2x Platinasti - Prodaja u svijetu: 13 milijun |
| Nimrod |
| - Izašlo: 14. listopada 1997. - Producent: Rob Cavallo i Green Day - Izdavač: Reprise Records - Popis skladbi: “Nice Guys Finish Last”, “Hitchin' a Ride”, “The Grouch”, “Redundant”, “Scattered”, “All the Time”, “Worry Rock”, “Platypus (I Hate You)”, “Uptight”, “Last Ride In”, “Jinx”, “Haushinka”, “Walking Alone”, “Reject”, “Take Back”, “King for a Day”, “Good Riddance (Time of Your Life)”, “Prosthetic Head” - RAII Certifikat: 2x Platinasti (2,000,000) - CRIA Certifikat: 2x Platinasti (200,000) - ARIA Certifikat: 3x Platinasti (210,000) - Prodaja u svijetu: 7.7 milijun |
| Warning |
| - Izašlo: 3. listopada 2000. - Producent: Green Day - Izdavač: Reprise Records - Popis skladbi: “Warning”, “Blood, Sex and Booze”, “Church on Sunday”, “Fashion Victim”, “Castaway”, “Misery”, “Deadbeat Holiday”, “Hold On”, “Jackass”, “Waiting”, “Minority”, “Macy's Day Parade”, “Brat” (uživo; Australska i Japanska bonus verzija skladbi), “86” (uživo) - Popis skladbi s B-strane: “Scumbag”, “Don't Want to Know if You are Lonely” (originally by Hüsker Dü) - RIAA Certifikat: Zlatni (500,000) - CRIA Certifikat: Platinasti (100,000) - ARIA Certifikat: Platinasti (70,000) - Prodaja u svijetu: 4.6 milijun |
| American Idiot |
| - Izašlo: 21. rujna 2004. - Producent: Rob Cavallo i Green Day - Izdavač: Reprise Records - Popis skladbi: “American Idiot”, “Jesus of Suburbia”, “Holiday”, “Boulevard of Broken Dreams”, “Are We the Waiting”, “St. Jimmy”, “Give Me Novacaine”, “She's a Rebel”, “Extraordinary Girl”, “Letterbomb”, “Wake Me Up When September Ends”, “Homecoming”, “Whatsername”, “Too Much Too Soon” (specijalna bunus verzija skladbe), “Favorite Son” (Francuska i Japanska bonus verzija skladbe), “Shoplifter” (Francuska bonus verzija skladbe), “Governator” (Francuska bonus verzija skladbe) - RIAA Certifikat: 6x Platinasti (6,000,000) - CRIA Certifikat: 6x Platinasti (800,000) - ARIA Certifikat: 6x Platinasti (420,000) - BPI Certifikat: 6x Platinasti (1,800,000) - Prodaja u svijetu: 15 milijun |
| 21st Century Breakdown |
| - Izašlo: očekuje se 8. svibnja 2009. |

### Uživo albumi
| Live at Gilman Street |
| --- |
| - Izašlo: 1994. - Producent: - Izdavač: Skene! Records - Popis skladbi: "Longview", "Better Not Come Around", "Don't Leave Me" |
| Live Tracks |
| - Izašlo: 1994. - Producent: Green Day - Izdavač: Reprise Records - Popis skladbi: “Welcome to Paradise” (uživo), “One of My Lies” (uživo), “Chump” (uživo), “Longview” (uživo), “Burnout” (uživo), “2000 Light Years Away” (uživo) |
| Bowling Bowling Bowling Parking Parking |
| - Izašlo: 1996. - Producent: Rob Cavallo i Green Day - Izdavač: Reprise Records - Popis skladbi: “Armatage Shanks” (uživo), “Brain Stew” (uživo), “Jaded”, “Knowledge (uživo; originalno Operation Ivy), “Basket Case” (uživo), “She” (uživo), “Walking Contradiction” (uživo) |
| Foot in Mouth |
| - Izašlo: 30. lipnja 1996. - Producent: Rob Cavallo i Green Day - Izdavač: Reprise Records - Popis skladbi: “Going to Pasalacqua” (uživo), “Welcome to Paradise” (uživo), “Geek Stink Breath” (uživo), “One of My Lies” (uživo), “Stuck With Me” (uživo), “Chump” (uživo), “Longview” (uživo), “2000 Light Years Away” (uživo), “When I Come Around” (uživo), “Burnout” (uživo), “F.O.D.” (uživo) |
| Tune in, Tokyo... |
| - Izašlo: 9. listopada 2001. - Producent: Green Day - Izdavač: Reprise Records - Popis skladbi: “Church on Sunday” (uživo), “Castaway” (uživo), “Blood, Sex, and Booze” (uživo), “King for a Day” (uživo), “Waiting” (uživo), “Minority” (uživo), “Macy's Day Parade” (uživo) |
| Bullet in a Bible |
| - Izašlo: 15. studenog 2005. - Producent: Rob Cavallo i Green Day - Izdavač: Reprise Records - Popis skladbi: “American Idiot” (uživo), “Jesus of Suburbia” (uživo), “Holiday” (uživo), “Are We the Waiting” (uživo), “St. Jimmy” (uživo), “Longview” (uživo), “Hitchin' a Ride” (uživo), “Brain Stew” (uživo), “Basket Case” (uživo), “King for a Day” (uživo) i “Shout!” (uživo; Original od The Isley Brothers), “Wake Me Up When September Ends” (uživo), “Minority” (uživo), “Boulevard of Broken Dreams” (uživo), “Good Riddance (Time of Your Life)” (uživo) - ARIA Certifikat: Platinasti |

### Kompilacije
| 1,039/Smoothed Out Slappy Hours |
| --- |
| - Izašlo: 1. srpnja 1991. - Producent: Green Day - Izdavač: Lookout! Records, Reprise Records i Epitaph Europe - Popis skladbi: “At the Library”, “Don't Leave Me”, “I Was There”, “Disappearing Boy”, “Green Day”, “Going to Pasalacqua”, “16”, “Road to Acceptance”, “Rest”, “The Judge's Daughter”, “Paper Lanterns”, “Why Do You Want Him?”, “409 in Your Coffeemaker”, “Knowledge” (originally by Operation Ivy), “1,000 Hours”, “Dry Ice”, “Only of You”, “The One I Want”, “I Want to Be Alone” - RAII Certifikat: Zlatni - Prodaja u svijetu: 1.4 milijun                                                                        |
| International Superhits! |
| - Izašlo: 13. studenog 2001. - Producent: Rob Cavallo, Jerry Finn i Green Day - Izdavač: Reprise Records - Popis skladbi: “Maria”, “Poprocks and Coke”, “Longview”, “Welcome to Paradise”, “Basket Case”, “When I Come Around”, “She”, “J.A.R. (Jason Andrew Relva)” “Geek Stink Breath”, “Brain Stew”, “Jaded”, “Walking Contradiction”, “Stuck With Me”, “Hitchin' a Ride”, “Good Riddance (Time of Your Life)”, “Redundant”, “Nice Guys Finish Last”, “Minority”, “Warning”, “Waiting”, “Macy's Day Parade” - RAII Certifikat: Platinasti - CRIA Certifikat: Zlatni - ARIA Certifikat: 3x Platinasti - Prodaja u svijetu: 3.6 milijun |
| Shenanigans |
| - Izašlo: 2. srpnja 1994. - Producent: Rob Cavallo i Green Day - Izdavač: Reprise Records - Popis skladbi: “Suffocate”, “Desensitized”, “You Lied”, “Outsider” (originally by the Ramones), “Don't Wanna Fall in Love”, “Espionage”, “I Want to Be on TV” (originally by Fang), “Scumbag”, “Tired of Waiting for You” (originally by The Kinks), “Sick of Me”, “Rotting”, “Do Da Da”, “On the Wagon”, “Ha Ha You're Dead” - Prodaja u svijetu: 2.1 milijun |

### EP
| 1,000 Hours |
| --- |
| - Izašlo: 1989. - Izdavač: Lookout! Records - Popis skladbi: “1,000 Hours”, “Dry Ice”, “Only of You”, “The One I Want”                                                                                   |
| Slappy |
| - Izašlo: travanj 1990. - Producent: Green Day - Izdavač: Lookout! Records - Popis skladbi: “Paper Lanterns”, “Why Do You Want Him?”, “409 in Your Coffeemaker”, “Knowledge” (original od Operation Ivy) |
| Sweet Children |
| - Izašlo: ljeto 1990. - Producent: Green Day - Izdavač: Lookout! Records - Popis skladbi: “Sweet Children”, “Best Thing in Town”, “Strangeland”, “My Generation” (original od The Who)                   |

### DVD
| International Supervideos! |
| --- |
| - Izašlo: 13. studenog 2001. - Producent: Rob Cavallo, Jerry Finn, Green Day - Izdavač: Reprise Records - Sadržaj: “Longview”, “Basket Case”, “When I Come Around”, “Geek Stink Breath”, “Stuck With Me”, “Brain Stew/Jaded”, “Walking Contradiction”, “Hitchin' a Ride”, “Good Riddance (Time of Your Life)”, Redundant”, “Nice Guys Finish Last”, “Last Ride In”, “Minority”, “Warning”, “Waiting” - RAII Certifikat: Zlatni - ARIA Certifikat: Platinasti |
| Riding in Vans with Boys |
| - Izašlo: 2003. - Producent: John Sclimenti - Izdavač: Resting Bird - Sadržaj: Dokumentarac o Green Dayu, Kut U Up, blink-182 i Jimmyju Eatu. |
| Bullet in a Bible |
| - Izašlo: 13. studenog 2005. - Producent: Rob Cavallo i Green Day - Direktor: Samuel Bayer - Izdavač: Reprise Records - Sadržaj: - Uživo izvedba: “American Idiot”, “Jesus of Suburbia”, “Holiday”, “Are We the Waiting”, “St. Jimmy”, “Longview”, “Hitchin' a Ride”, “Brain Stew”, “Basket Case”, “King for a Day” and “Shout!”, “Wake Me Up When September Ends”, “Minority”, “Boulevard of Broken Dreams”, “Good Riddance (Time of Your Life)”            |

## Singlovi
| Datum izlaska | Naziv                               | Pozicija na Top listi | Pozicija na Top listi | Pozicija na Top listi | Pozicija na Top listi | Pozicija na Top listi | Pozicija na Top listi | Pozicija na Top listi | Pozicija na Top listi | Pozicija na Top listi | Pozicija na Top listi | Pozicija na Top listi | Album                         |
| Datum izlaska | Naziv                               | SAD 100               | SAD R A               | SAD MO R              | SAD MA R              | VB                    | GER                   | SWE                   | IRE                   | NOR                   | AUS                   | NZ                    | Album                         |
| ------------- | ----------------------------------- | --------------------- | --------------------- | --------------------- | --------------------- | --------------------- | --------------------- | --------------------- | --------------------- | --------------------- | --------------------- | --------------------- | ----------------------------- |
| 1994.         | "Longview"                          | -                     | 36                    | 1 (1)                 | 13                    | 30                    | -                     | -                     | -                     | -                     | 33                    | -                     | Dookie                        |
| 1994.         | "Welcome to Paradise"               | -                     | 57                    | 7                     | -                     | 20                    | -                     | -                     | -                     | -                     | 44                    | 21                    | Dookie                        |
| 1994.         | "Basket Case"                       | -                     | 26                    | 1 (5)                 | 9                     | 7                     | 18                    | 3                     | 11                    | 2                     | -                     | 21                    | Dookie                        |
| 1995.         | "When I Come Around"                | -                     | 10                    | 1 (7)                 | 2                     | 29                    | 45                    | 28                    | -                     | -                     | 7                     | 4                     | Dookie                        |
| 1995.         | "She"                               | -                     | 41                    | 5                     | 18                    | -                     | -                     | -                     | -                     | -                     | -                     | -                     | Dookie                        |
| 1995.         | "J.A.R. (Jason Andrew Relva)"       | -                     | 22                    | 1 (1)                 | 17                    | -                     | -                     | -                     | -                     | -                     | -                     | -                     | Angus (film)                  |
| 1995.         | "Geek Stink Breath"                 | -                     | 27                    | 3                     | 9                     | 16                    | 73                    | 28                    | 27                    | -                     | 40                    | 11                    | Insomniac                     |
| 1995.         | "Stuck With Me"                     | -                     | -                     | -                     | -                     | 24                    | -                     | -                     | -                     | -                     | 46                    | 40                    | Insomniac                     |
| 1996.         | "Brain Stew/Jaded"                  | -                     | 35                    | 3                     | 8                     | 28                    | -                     | -                     | -                     | -                     | -                     | -                     | Insomniac                     |
| 1996.         | "Walking Contradiction"             | -                     | 70                    | 21                    | 25                    | -                     | -                     | -                     | -                     | -                     | -                     | -                     | Insomniac                     |
| 1997.         | "Hitchin' a Ride"                   | -                     | 59                    | 5                     | 9                     | 25                    | -                     | -                     | -                     | -                     | 26                    | -                     | Nimrod                        |
| 1997.         | "Good Riddance (Time of Your Life)" | -                     | 11                    | 2                     | 7                     | 11                    | -                     | -                     | 30                    | -                     | 2, 44 1               | 40                    | Nimrod                        |
| 1998.         | "Redundant"                         | -                     | -                     | 16                    | -                     | 27                    | -                     | -                     | -                     | -                     | 2, 502                | -                     | Nimrod                        |
| 1999.         | "Nice Guys Finish Last"             | -                     | -                     | 31                    | -                     | -                     | -                     | -                     | -                     | -                     | -                     | -                     | Nimrod                        |
| 2000.         | "Minority"                          | -                     | -                     | 1 (5)                 | 15                    | 18                    | -                     | -                     | -                     | -                     | 29                    | 38                    | Warning                       |
| 2000.         | "Warning"                           | -                     | -                     | 3                     | 24                    | 27                    | -                     | -                     | -                     | -                     | 19                    | 37                    | Warning                       |
| 2001.         | "Waiting"                           | -                     | -                     | 26                    | -                     | 34                    | -                     | -                     | -                     | -                     | -                     | -                     | Warning                       |
| 2001.         | "Macy's Day Parade"                 | -                     | -                     | -                     | -                     | -                     | -                     | -                     | -                     | -                     | -                     | -                     | Warning                       |
| 2001.         | "Poprocks and Coke"                 | -                     | -                     | -                     | -                     | -                     | -                     | -                     | -                     | -                     | -                     | -                     | International Superhits!      |
| 2004.         | "I Fought the Law"                  | -                     | -                     | -                     | -                     | -                     | -                     | -                     | -                     | -                     | -                     | -                     |                               |
| 2004.         | "American Idiot"                    | 61                    | -                     | 1 (6)                 | 5                     | 3                     | 28                    | 18                    | 12                    | -                     | 7                     | 7                     | American Idiot                |
| 2005.         | "Boulevard of Broken Dreams"        | 2                     | 1                     | 1 (16)                | 1 (14)                | 5                     | 13                    | 2                     | 20                    | 4                     | 5                     | 5                     | American Idiot                |
| 2005.         | "Holiday"                           | 19                    | 5                     | 1 (3)                 | 1 (3)                 | 11                    | 50                    | 25                    | 8                     | 19                    | 24                    | 13                    | American Idiot                |
| 2005.         | "Wake Me Up When September Ends"    | 6                     | 3                     | 2                     | 12                    | 8                     | 22                    | 21                    | 13                    | -                     | 13                    | 10                    | American Idiot                |
| 2005.         | "Jesus of Suburbia"                 | -                     | -                     | 27                    | -                     | 17                    | 82                    | -                     | 26                    | -                     | 24                    | 26                    | American Idiot                |
| 2006.         | "The Saints Are Coming" with U2     | 51                    | -                     | 22                    | 33                    | 2                     | 6                     | 4                     | 1                     | 1                     | 1 (1)                 | 1                     | U218 Singles                  |
| 2007.         | "Working Class Hero"                | 53                    | -                     | 10                    | 18                    | 136                   | -                     | -                     | -                     | -                     | -                     | -                     | Instant Karma                 |
| 2007.         | "The Simpsons Theme"                | -                     | -                     | -                     | -                     | 19                    | -                     | -                     | 29                    | -                     | -                     | -                     | The Simpsons Movie: The Music |

#### Neizdani albumi
Samo je jedan Green Dayev neizdani album Cigarettes and Valentines

## Vanjske poveznice
- Službene stranice
- Green Day Diskografija